# بيتر مكدونالد
بيتر مكدونالد هو سياسي كندي، ولد في 18 يوليو 1867، وتوفي في 25 سبتمبر 1926. انتخب عضو مجلس العموم الكندي.